# Christoph 39
Christoph 39 ist der Funkrufname eines am Kreiskrankenhaus Prignitz in Perleberg stationierten Rettungshubschraubers.

## Geschichte, Station, Einsatz und Besetzung
Nachdem von 2007 bis 2008 am Kreiskrankenhaus in Perleberg das Luftrettungszentrum (LRZ) erbaut wurde, konnte im Mai 2008 der Hubschrauber überführt werden und das LRZ am 3. Juni 2008 seine Arbeit aufnehmen. Zum Einsatz kommt ein Eurocopter EC 135. Das LRZ verfügt über drei Piloten und elf Rettungsassistenten.
Mit der Indienststellung des Rettungshubschraubers am Kreiskrankenhaus Prignitz wurde 2008 die letzte große Lücke im Luftrettungsnetz in Brandenburg geschlossen. Die dünn besiedelten Flächen der Prignitz und ländlich strukturierten Regionen Nordwest-Brandenburgs können seitdem notfallmedizinisch schneller und besser versorgt werden. Bisher wurden bereits mehr als 15.500 Einsätzen geflogen.